# Okuno Haruna
Okuno Haruna (japánul: 向田真優) (1998. március 18. –) japán szabadfogású női birkózó. A 2018-as birkózó-világbajnokságon aranyérmet nyert az 53 kg-os súlycsoportban. A 2017-es birkózó világbajnokságon aranyérmet nyert 55 kg-os súlycsoportban. A 2017-es Ázsia Játékokon bronzérmet nyert 53 kg-os súlycsoportban.

## Sportpályafutása
A 2018-as birkózó-világbajnokságon az 53 kg-os súlycsoport döntőjében az amerikai Sarah Ann Hildebrandt volt az ellenfele. A mérkőzést megnyerte 10–0-ra.